# Piramida v Tirani
Piramida v Tirani je zgradba in nekdanji muzej v albanski prestolnici Tirani.

## Nastanek
Zgradba je bila odprta 14. oktobra 1988 kot muzej Enverja Hoxhe v spomin na dolgoletnega voditelja socialistične Albanije Enverja Hoxho, ki je umrl tri leta predtem. Arhitekti, ki so sodelovali pri načrtovanju, so bili Hoxheva hči Pranvera Hoxha, njen mož Klement Kolaneci, Pirro Vaso in Vladimir Bregu.
Ob izgradnji je Piramida veljala za najdražjo posamično zgradbo, kdajkoli zgrajeno v Albaniji.
Piramida je včasih posmehljivo imenovana "mavzolej Enverja Hoxhe", čeprav to nikoli ni bil njen namen ali uradni naziv.

## Stanje po komunizmu
Po letu 1991, po padcu komunizma v Albaniji, je Piramida prenehala delovati kot muzej. Nekaj let je služila kot konferenčni center in prizorišče razstav. Med vojno na Kosovu leta 1999 so nekdanji muzej uporabljali NATO in humanitarne organizacije.
Od leta 2001 je v delu piramide deloval albanski televizijski kanal Top Channel, medtem ko sta bila preostanek zgradbe in njegova tlakovana okolica (ki je postala parkirišče in postaja za minibuse) prepuščena postopnemu propadanju in vandalizmu.

### Načrti za rušenje in prenova
Tekom let so se pojavili različni načrti za rušitev Piramide in preureditev 1,7 ha površine, ki jo kompleks zavzema, v druge namene. Najodmevnejši je bil načrt, ki je na mestu Piramide predvideval izgradnjo novega albanskega parlamenta. Projekt je decembra 2010 potrdil parlament pod vodstvom Demokratske stranke. Okoli rušenja pa se je razvnela politična polemika, saj so mu nasprotovali nekateri vodilni tuji arhitekti in politiki iz vrst opozicijskih socialistov. Zgodovinarju Ardianu Klosiju je pod peticijo proti rušenju uspelo zbrati okoli 6000 podpisov. Novogradnja naj bi bila dokončana 28. novembra 2012 ob 100. obletnici razglasitve Kneževine Albanije, vendar se gradnja nikoli ni začela. Raziskava, izvedena leta 2013 in objavljena leta 2015, je nakazovala, da večina prebivalcev Tirane ni podpirala rušitve.
Ko je septembra 2013 oblast prevzela socialistična stranka pod vodstvom Edija Rame, so načrtovani projekt opustili in namesto njega predvideli prenovo in preureditev Piramide. Decembra 2016 je zemljišče skupaj s stavbo, prej v lasti vlade, postalo last občine Tirana. Poleti 2017 je župan Erion Veliaj objavil dokončno odločitev o preureditvi v izobraževalni center za mlade. Ob tej priložnosti je stavbo opisal kot eno najdragocenejših v Tirani.
Prenova je potekala od februarja 2021 do začetka leta 2023. Pri prenovi je bila ohranjena in uporabljena izvorna betonska konstrukcija, so pa objekt naredili lažji in prepustnejši ter ga ozelenili. Obnovljena Piramida je zamišljena kot mešanica kulturnega in izobraževalnega središča za mlade.